# Lee Jung-hee
Lee Jung-hee (coréen : 이정희 ou 리정희, hanja : 李正姬, 22 décembre 1969 - ) est une  femme politique sud-coréenne, avocate, féministe et  militante des droits humains. Elle a été élue député à l'assemblée nationale, la Gukhoe lors des élections de 2012. Elle est la candidate du  Parti progressiste unifié à l'élection présidentielle de 2012.
Elle était précédemment à la tête du Parti démocrate du travail (PDT) de 2009 à 2012 avant sa fusion au sein du  Parti progressiste unifié dont elle reste un des dirigeants.

## Œuvres
- 사랑하며 노래하고 아파하다 (2010)
- 미래의 진보
- 배운 여자